# Francisco D'Agostino
Pour les articles homonymes, voir D'Agostino.
Francisco D'Agostino, né à Rome le 9 février 1946 et mort le 3 mai 2022 à Rome, est un juriste italien spécialisé en philosophie du droit et en bioéthique.

## Biographie
D'Agostino est docteur en jurisprudence et professeur de philosophie du droit à l'université de Rome Tor Vergata. Comme professeur titulaire, il enseigne dans plusieurs universités en Italie. Il est également professeur invité en France, en Espagne et en Amérique.
En outre, il est président du Comité National de Bioéthique en Italie, membre de l'Académie pontificale pour la vie, consultant du Conseil pontifical pour la famille et directeur de la Revue Internationale de Philosophie du Droit et de Nuovi Studi Politici.
Par ailleurs, il est l'auteur de nombreux livres. Parmi ceux-ci figurent La philosophie de la famille et Les éléments d'une philosophie de la famille qui ont été publiés en espagnol.

## Publications
- La dignità degli ultimi giorni, 1998[3].
- Elementos para una filosofía de la familia, Ediciones Rialp, 2002, 192 p. (ISBN 978-84-321-2811-0, lire en ligne)
- Filosofía de la familia, Ediciones Rialp, 2007, 272 p. (ISBN 978-84-321-3620-7, lire en ligne)
- Bioética, estudios de filosofía del derecho, Ediciones Internacionales Universitarias, 2003, 260 p. (ISBN 978-84-8469-075-7)
- La bioéthique dans la perspective de la philosophie du droit, 2005[4].
- Introduzione alla biopolitica. Dodici voci fondamentali, 2009.